# Esposas e hijas (miniserie)
En 1999, la BBC emitió un período de cuatro episodios basados en la novela de Elizabeth Gaskell.

## Sinopsis
Después de años como viudo, Mr. Gibson, médico de un pueblo situado en la campiña inglesa llamado Hollingford, decide casarse nuevamente, para lo que su hija Molly, no está preparada. La vida de ésta cambia radicalmente a la llegada de su bella hermanastra Cynthia y de su manipuladora madrastra, que la involucrará en un mundo de traición y secretos familiares. 
A pesar de las diferencias entre ambas jóvenes pronto se convierten en muy buenas amigas, pero un peligroso secreto del pasado de Cynthia traerá serias consecuencias para ambas.

## Reparto
- Justine Waddell es Molly Gibson
- Bill Paterson es Dr. Gibson
- Francesca Annis es Mrs Kirkpatrick/ Mrs Gibson
- Keeley Hawes es Cynthia Kirkpatrick
- Iain Glen es Mr. Preston
- Richard Coyle es Mr. Coxe
- Anthony Howell es Roger Hamley
- Tom Hollander es Osborne Hamley
- Michael Gambon es Squire Hamley
- Penelope Wilton es Mrs. Hamley
- Rosamund Pike es Lady Harriet Cumnor
- Deborah Findlay es Miss Phoebe
- Barbara Flynn es Miss Browning
- Barbara Leigh-Hunt es Lady Cumnor
- Ian Carmichael es Lord Cumnor
- Tonia Chauvet es Aimee
- Elizabeth Spriggs es Mrs. Goodenough
- Peter Copley es Robinson
- Shaughan Seymour es Lord Hollingford
- Fred Pearson es Sheepshanks
- Jemima Rooper es Lizzie Goodenough
- Georgie Glen es Miss Hornblower
- Dariel Pertwee es Lady Cuxhaven
- Richard Dempsey es Mr. Bold
- Anna Maguire es Joven Molly
- Finty Williams es Miss Danby
- Andrew Havill es Sir Charles Morton
- Michael Bryant es Dr. Nichols
- Dilys Hamlett es una Duquesa
- Sheridan Smith es una Criada

## Premios

### Premios BAFTA
| Año  | Categoría                                             | Actor                                                | Resultado   |
| ---- | ----------------------------------------------------- | ---------------------------------------------------- | ----------- |
| 2000 | Mejor actor de televisión                             | Michael Gambon                                       | Ganador     |
| 2000 | Best Design                                           | Gerry Scott                                          | Ganador     |
| 2000 | Best Make Up/Hair                                     | Lisa Westcott                                        | Ganadora    |
| 2000 | Best Photography and Lighting (Fiction/Entertainment) | Fred Tammes                                          | Ganador     |
| 2000 | Best Drama Serial                                     | Sue Birtwistle Nicholas Renton Andrew Davies         | Nominado(s) |
| 2000 | Mejor actriz de televisión                            | Francesca Annis                                      | Nominada    |
| 2000 | Best Sound (Fiction/Entertainment)                    | Paul Hamblin Danny Sheehan Peter Brill Ian Wilkinson | Nominado(s) |